# Јасон Римски
Јасон Римски (погубљен 282, Рим, Римско царство) је ранохришћански мученик заједнички страдао са светим Хризантом и Даријиом, с којима се заједно прославља.
Страдао је током владавине цара Нумеријана 282. године. Православна црква га прославља 19. марта, а католичка 3. децембра.
Био је син трибуна Клаудија и његове жене Иларије. Имао је брата Мавра. Према житију Хризанта и Дарије, Клаудије и његова мала деца Мавр и Јасон осуђени су на смрт. Јасон и Мавр су обезглављени у Риму, заједно са 70 војника свог оца, који су се због Хризанта и Дарије примили хришћанство. Клаудије се удавио. Иларија је умрла на гробу свог супруга и синова у подземној пећини поред пута Салари. 